# 1983 - Violini d'autunno
1983 - Violini d'autunno è un album dei Jumbo, pubblicato dalla Mellow Records nel 1992.

## Tracce
1. J.C. – 4:50 (Alvaro Fella)
2. Willi – 4:40 (Maurizio Paracchini, Alvaro Fella)
3. Zuccherodolce – 3:50 (Maurizio Paracchini, Daniele Bianchini)
4. Balla ballerina – 3:30 (Maurizio Paracchini, Alvaro Fella)
5. La moglie del gatto – 3:45 (Maurizio Paracchini, Alvaro Fella)
6. I violini d'autunno – 4:40 (Maurizio Paracchini, Alvaro Fella)
7. Sabato sera – 4:50 (Maurizio Paracchini, Alvaro Fella)
8. J.C. Live – 5:10 (Maurizio Paracchini, Alvaro Fella) – Registrato dal vivo nella primavera del 1983 al Magia Music Meeting di Milano

Durata totale: 35:15

## Musicisti
- Alvaro Fella - voce solista, chitarre, tastiere
- Daniele Bianchini - chitarra solista, accompagnamento vocale
- Paolo Guglielmetti - basso
- Tullio Granatello - batteria, percussioni, accompagnamento vocale[2]